# Chepy
Cet article concerne la commune de la Marne. Pour la commune de la Somme, voir Chépy.
Chepy est une commune française, située dans le département de la Marne en région Grand Est.

## Géographie

### Localisation
Chepy se trouve au centre/sud-est du département de la Marne, en région Grand Est. La commune appartient à la région agricole de la vallée de la Marne.
La commune de Chepy s'étend sur une superficie de 868 hectares. Sur son territoire, l'altitude varie de 82 à 148 mètres. Le relief s'élève progressivement depuis la vallée de la Marne, au sud-ouest, vers les collines de la Champagne crayeuse au nord-est. Le village, entre ces deux ensembles, est desservi par la route nationale 44.
Par la route, Chepy se situe à 10 km de Châlons-en-Champagne, préfecture de la Marne, à 25 km de Vitry-le-François, et à 2 km de Saint-Germain-la-Ville, siège de la communauté de communes de la Moivre à la Coole dont Chepy fait partie. La commune fait en outre partie du bassin de vie de Châlons-en-Champagne.
Chepy est limitrophe de 6 communes :
| Sogny-aux-Moulins | Moncetz-Longevas       | Courtisols |
|                   | Chepy                  | Marson     |
| Mairy-sur-Marne   | Saint-Germain-la-Ville |            |

### Hydrographie
La commune est dans la région hydrographique « la Seine de sa source au confluent de l'Oise (exclu) » au sein du bassin Seine-Normandie. Elle est drainée par la Marne, le canal latéral à la Marne, Moivre Derivee, la Blaise et le cours d'eau 01 de la Pagerie,.
La Marne prend sa source sur le plateau de Langres, dans la commune de Saints-Geosmes (Haute-Marne) et se jette dans la Seine entre Charenton-le-Pont et Alfortville (Val-de-Marne) dans le quartier de Conflans-l'Archevêque. Les caractéristiques hydrologiques de la Marne sont données par la station hydrologique située sur la commune de Chepy. Le débit moyen mensuel est de 73,5 m3/s. Le débit moyen journalier maximum est de 453 m3/s, atteint lors de la crue du 27 janvier 2018. Le débit instantané maximal est quant à lui de 456 m3/s, atteint le même jour.
Le canal latéral à la Marne est un canal, chenal navigable de 67 km reliant Vitry-le-François à Mardeuil où il se jette dans la Marne. 
La Moivre dérivée, d'une longueur de 12 km, prend sa source dans la commune de Vésigneul-sur-Marne et se jette dans le Mau à Châlons-en-Champagne, après avoir traversé six communes. 

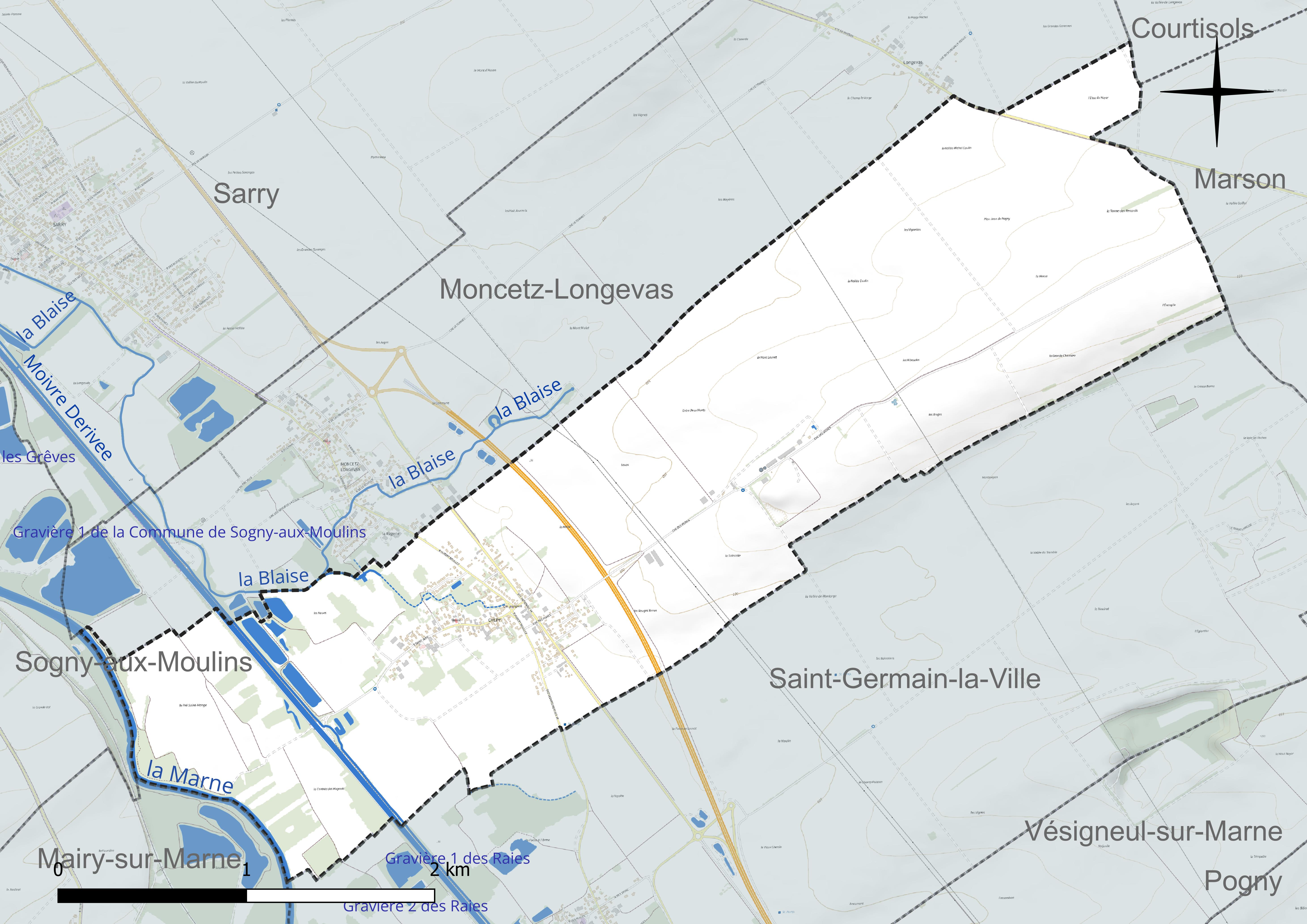
Réseau hydrographique de Chepy.

### Climat
Pour des articles plus généraux, voir Climat du Grand Est et Climat de la Marne.
En 2010, le climat de la commune est de type climat océanique dégradé des plaines du Centre et du Nord, selon une étude du Centre national de la recherche scientifique s'appuyant sur une série de données couvrant la période 1971-2000. En 2020, Météo-France publie une typologie des climats de la France métropolitaine dans laquelle la commune est exposée à un climat océanique altéré et est dans la région climatique  Nord-est du bassin Parisien, caractérisée par un ensoleillement médiocre, une pluviométrie moyenne régulièrement répartie au cours de l’année et un hiver froid (3 °C). 
Pour la période 1971-2000, la température annuelle moyenne est de 10,5 °C, avec une amplitude thermique annuelle de 16,1 °C. Le cumul annuel moyen de précipitations est de 677 mm, avec 11,7 jours de précipitations en janvier et 8,5 jours en juillet. Pour la période 1991-2020, la température moyenne annuelle observée sur la station météorologique de Météo-France la plus proche, « Fagnières-Inra », sur la commune de Fagnières à 11 km à vol d'oiseau, est de 11,2 °C et le cumul annuel moyen de précipitations est de 632,3 mm. 
La température maximale relevée sur cette station est de 41,8 °C, atteinte le 25 juillet 2019 ; la température minimale est de −21 °C, atteinte le 6 janvier 1985,,. 
Les paramètres climatiques de la commune ont été estimés pour le milieu du siècle (2041-2070) selon différents scénarios d'émission de gaz à effet de serre à partir des nouvelles projections climatiques de référence DRIAS-2020. Ils sont consultables sur un site dédié publié par Météo-France en novembre 2022.

### Milieux naturels et biodiversité
L'Inventaire national du patrimoine naturel (INPN) recense 380 espèces sur le territoire de la commune, dont 69 espèces protégées et 31 espèces menacées.
La partie de Chepy à l'ouest du canal latéral à la Marne fait partie de la zone naturelle d'intérêt écologique, faunistique et floristique (ZNIEFF) de type II de la « vallée de la Marne de Vitry-le-François à Épernay », qui s'étend sur plus de 13 000 hectares entre ceux deux villes. La ZNIEFF constitue une mosaïque de milieux naturels riches en faune et en flore : rivières, noues et bras morts, plans d'eau de gravières, ormaies-frênaies inondables, chênaies pédonculées-frênaies mésophiles, prairies inondables, friches humides, magnocariçaies, roselières, cultures et peupleraies.

## Urbanisme

### Typologie
Au 1er janvier 2024, Chepy est catégorisée ceinture urbaine, selon la nouvelle grille communale de densité à sept niveaux définie par l'Insee en 2022.
Elle est située hors unité urbaine. Par ailleurs la commune fait partie de l'aire d'attraction de Châlons-en-Champagne, dont elle est une commune de la couronne,. Cette aire, qui regroupe 97 communes, est catégorisée dans les aires de 50 000 à moins de 200 000 habitants,.

### Occupation des sols
L'occupation des sols de la commune, telle qu'elle ressort de la base de données européenne d’occupation biophysique des sols Corine Land Cover (CLC), est marquée par l'importance des territoires agricoles (93,7 % en 2018), une proportion sensiblement équivalente à celle de 1990 (93,4 %). La répartition détaillée en 2018 est la suivante : 
terres arables (84 %), zones agricoles hétérogènes (9,7 %), zones urbanisées (4,7 %), mines, décharges et chantiers (1,5 %), forêts (0,1 %). L'évolution de l’occupation des sols de la commune et de ses infrastructures peut être observée sur les différentes représentations cartographiques du territoire : la carte de Cassini (XVIIIe siècle), la carte d'état-major (1820-1866) et les cartes ou photos aériennes de l'IGN pour la période actuelle (1950 à aujourd'hui).

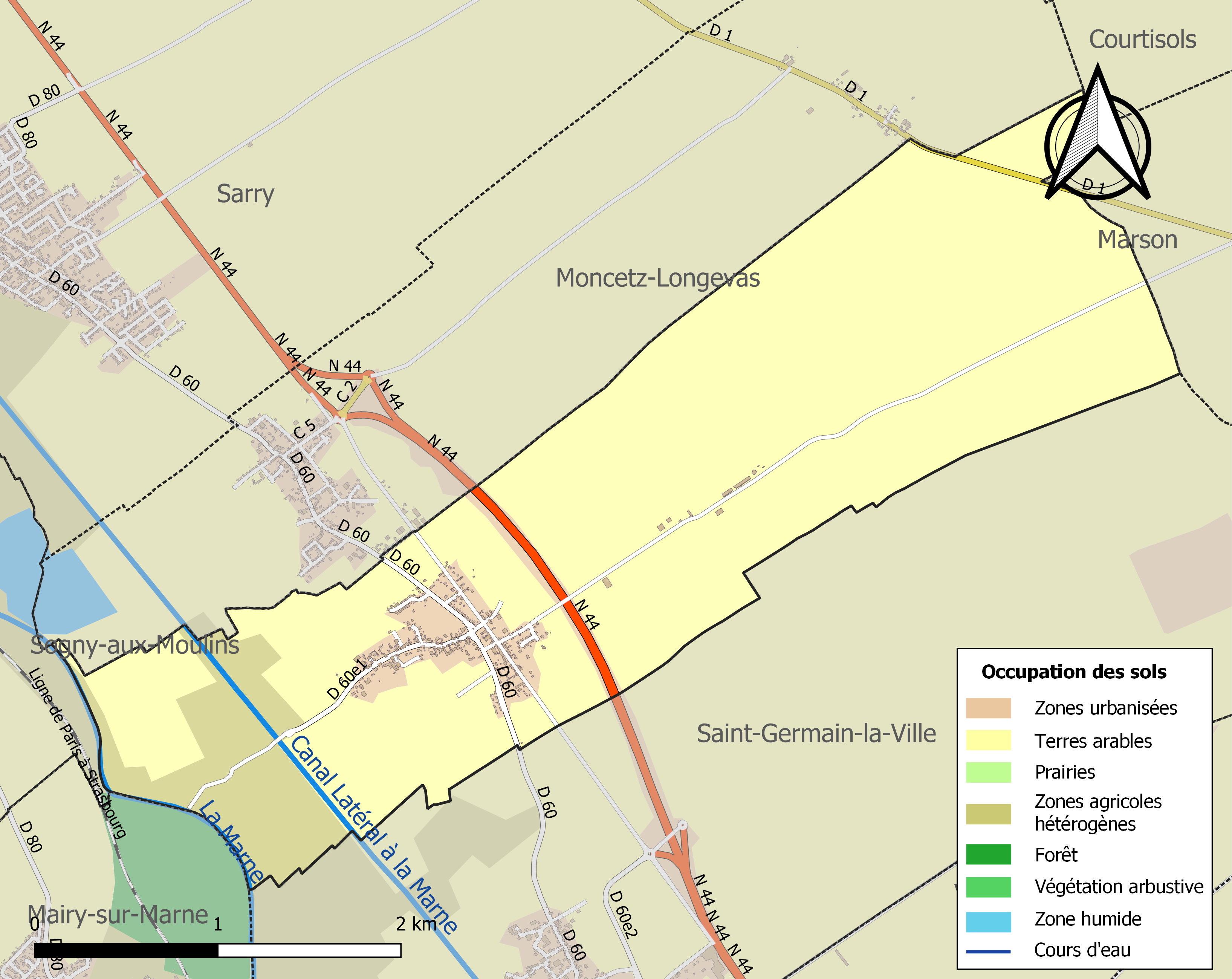
Carte des infrastructures et de l'occupation des sols de la commune en 2018 (CLC).

## Toponymie
Le nom de la localité est attesté sous les formes Capeium (1107) ; Chapei (1171) ; Chepeium (1164-1191) ; Chapis (1234-1243) ; Chapi (vers 1252) ; Chapeium, Chappi (vers 1252) ; Chapey (1263) ; Chappeium (1263) ; Chappey (1296) ; Chapy (1338) ; Chepey (1349) ; Cheppy (1369) ; Cheppey (1383) ; Chaipi de lez Saint-Germain (XIVe siècle) ; Chepeyum (1405) ; Cheppeyum (1542) ; Chepeia (1775).

## Histoire
Les hommes du village ont payé un lourd tribut au cours de la Première guerre mondiale. Ils ont été mobilisés en 1914, et ont participé en particulier à la bataille de la Marne, à la guerre de tranchées, à la bataille de Verdun, au Chemin des Dames, et aussi dans la Somme.
Chepy a été occupé par la Wehrmacht de 1939 à 1944.

## Politique et administration

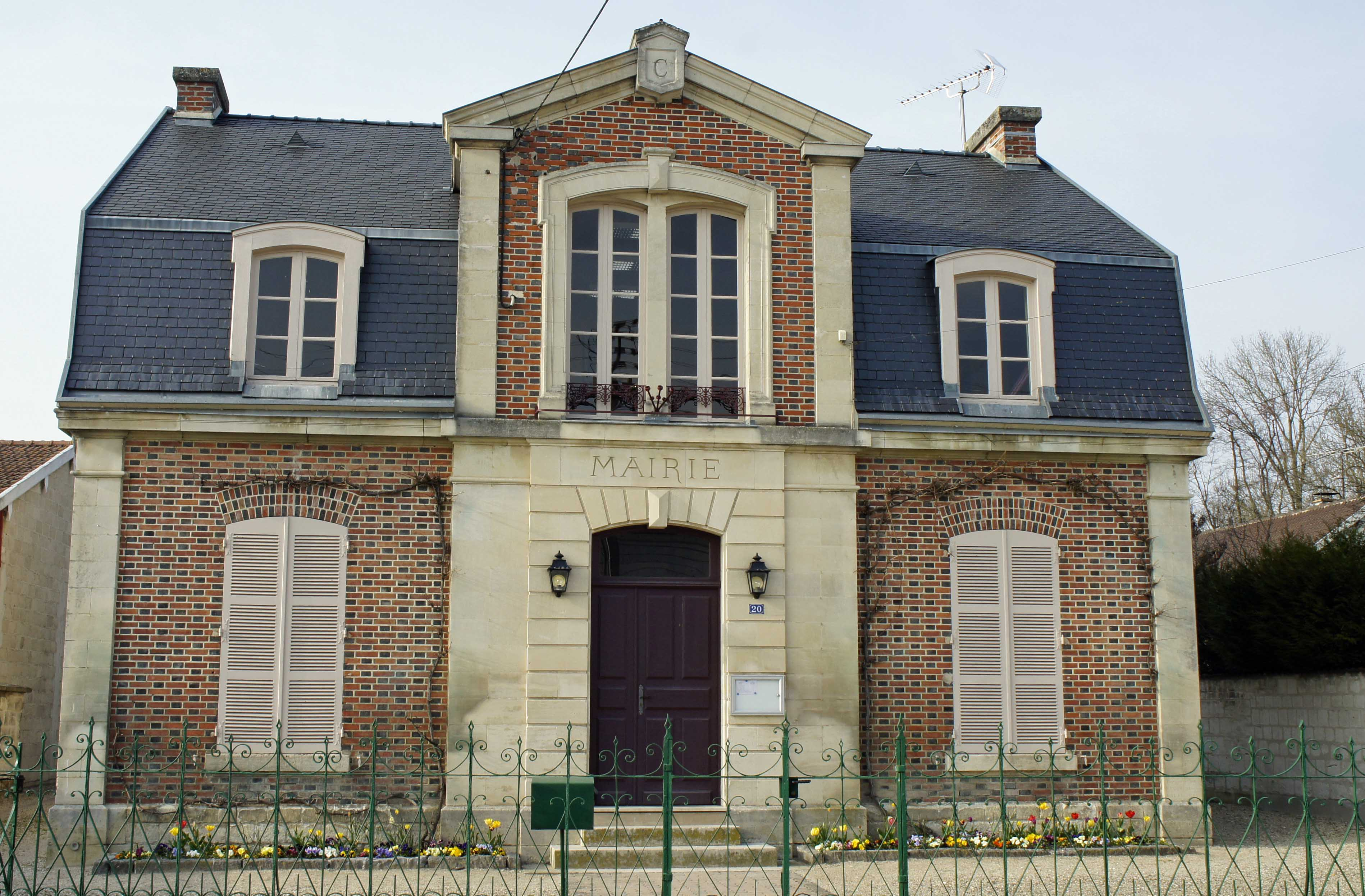
La mairie.

### Intercommunalité
La commune, antérieurement membre de la communauté de communes de la Vallée de la Craie, est membre, depuis le 1er janvier 2014, de la Communauté de communes de la Moivre à la Coole.
En effet, conformément au schéma départemental de coopération intercommunale de la Marne du 15 décembre 2011, cette Communauté de communes de la Moivre à la Coole est issue de la fusion, au 1er janvier 2014, de la Communauté de communes de la Vallée de la Coole, de  la Communauté de communes de la Guenelle, de la Communauté de communes du Mont de Noix et de la Communauté de communes de la Vallée de la Craie.

### Liste des maires
| Période                                  | Période                      | Identité         | Étiquette | Qualité                        |
| ---------------------------------------- | ---------------------------- | ---------------- | --------- | ------------------------------ |
| Les données manquantes sont à compléter. |                              |                  |           |                                |
| avant 1876                               | après 1877                   | Valleré          |           |                                |
| mars 2001                                | 2008                         | Alain Braillon   |           |                                |
| mars 2008                                | En cours (au 4 juillet 2014) | Jérôme Roussinet |           | Réélu pour le mandat 2020-2026 |

## Équipements et services publics

### Eau et déchets
L'approvisionnement en eau potable et l'assainissement des eaux usées sont des compétences de la communauté de communes de la Moivre à la Coole. La commune de Chepy est alimentée par le captage de Chepy la Voyette ainsi que plusieurs captages châlonnais ; l'approvisionnement en eau potable est géré par le syndicat intercommunal de distribution d'eau potable (SIDEP) du Mont Louvet. L'assainissement y est non collectif.
Le service public des déchets est assuré par le Syndicat mixte du Sud-Est Marnais (SYMSEM), qui a mis en place une redevance incitative. La collecte des ordures ménagères résiduelles (en bacs noirs pucés ou en sacs rouges prépayés) et des emballages ménagers recyclables (en sacs jaunes) est réalisée en porte à porte. Le SYMSEM adhérant au syndicat de valorisation des ordures ménagères de la Marne (SYVALOM), ces déchets sont amenés en centre de transfert à Sainte-Menehould ou Vitry-en-Perthois, puis valorisés sur le site de La Veuve. La collecte du verre se fait en apport volontaire, avant transformation dans une usine de Reims. Pour les déchets volumineux ou dangereux, le SYMSEM met à disposition de ses habitants une plateforme de déchets verts et gravats, à Saint-Amand-sur-Fion, ainsi que 12 déchèteries, à Arrigny, Courtisols, Givry-en-Argonne, Mairy-sur-Marne, Pargny-sur-Saulx, Pogny, Sainte-Menehould, Thiéblemont-Farémont, Valmy, Vanault-les-Dames, Villers-en-Argonne et Ville-sur-Tourbe.

### Enseignement
Chepy fait partie de l'académie de Reims.
La commune dépend de l'école primaire de la Vallée de la Craie, installée chemin des Ecoliers à Vésigneul-sur-Marne et accueillant 187 élèves de classes maternelles et élémentaires (chiffres 2024-2025).
Les enfants de Chepy sont ensuite rattachés au collège Jean Moulin de Saint-Memmie et au lycée Étienne Oehmichen de Châlons-en-Champagne.

### Postes et télécommunications
Deux boîtes aux lettres de La Poste se trouvent sur le territoire de la commune, rue Saint-Jean et sur la route nationale. Le bureau de poste le plus proche est situé à Mairy-sur-Marne.

### Justice, sécurité et secours

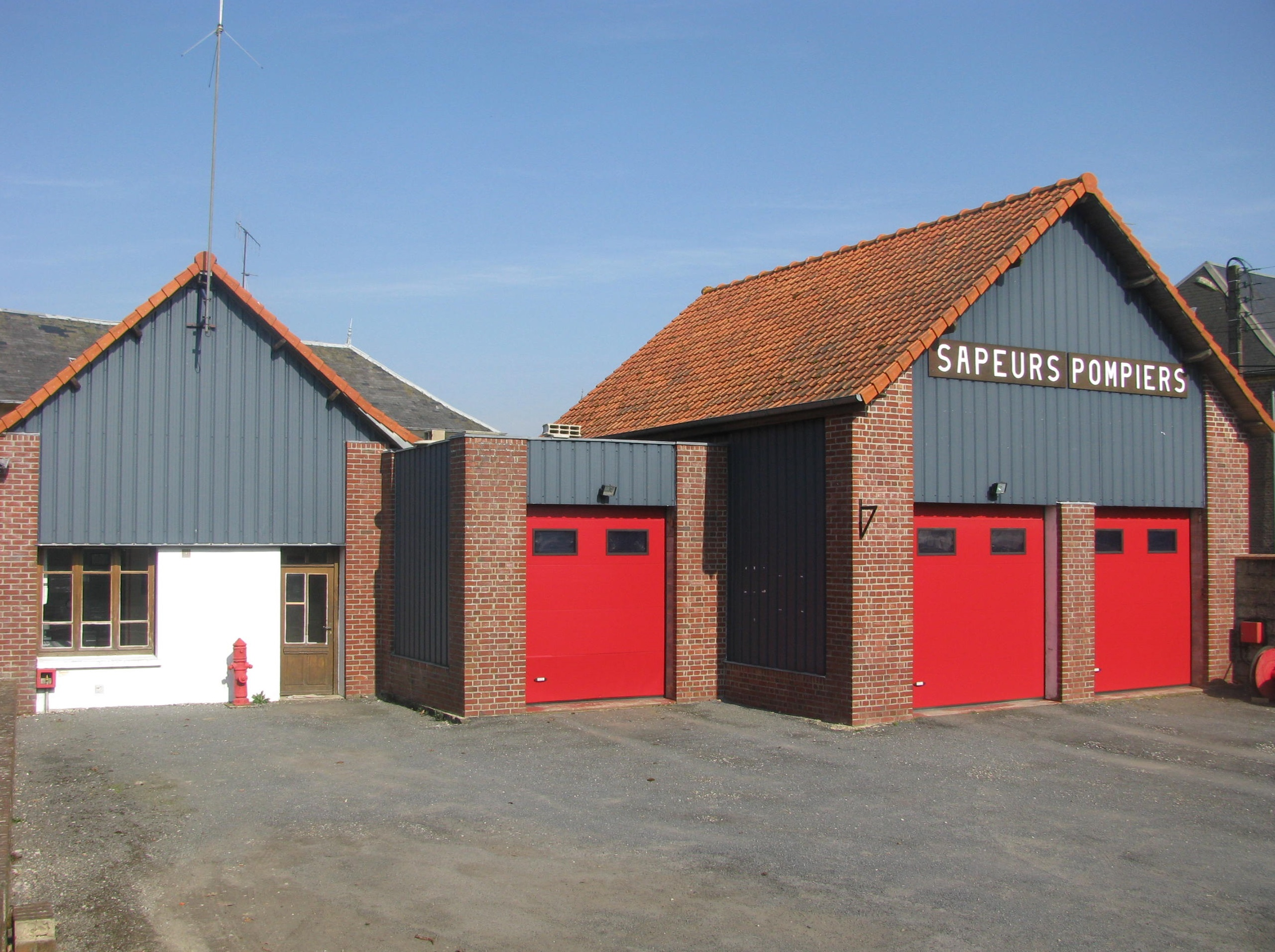
Le centre de première intervention.

Du point de vue judiciaire, Chepy relève du conseil de prud'hommes, du tribunal de commerce, du tribunal judiciaire, du tribunal paritaire des baux ruraux et du tribunal pour enfants de Châlons-en-Champagne, dans le ressort de la cour d'appel de Reims. Pour le contentieux administratif, la commune dépend du tribunal administratif de Châlons-en-Champagne et de la cour administrative d'appel de Nancy.
Chepy est située en secteur Gendarmerie nationale et dépend de la brigade de Vitry-la-Ville.
En matière d'incendie et de secours, la commune dépend du Service départemental d'incendie et de secours (SDIS) de la Marne.

## Population et société

### Démographie
L'évolution du nombre d'habitants est connue à travers les recensements de la population effectués dans la commune depuis 1793. Pour les communes de moins de 10 000 habitants, une enquête de recensement portant sur toute la population est réalisée tous les cinq ans, les populations de référence des années intermédiaires étant quant à elles estimées par interpolation ou extrapolation. Pour la commune, le premier recensement exhaustif entrant dans le cadre du nouveau dispositif a été réalisé en 2008.

En 2022, la commune comptait 456 habitants, en évolution de +6,54 % par rapport à 2016 (Marne : −1,19 %, France hors Mayotte : +2,11 %).
| 1793 | 1800 | 1806 | 1821 | 1831 | 1836 | 1841 | 1846 | 1851 |
| ---- | ---- | ---- | ---- | ---- | ---- | ---- | ---- | ---- |
| 236  | 247  | 262  | 252  | 286  | 313  | 316  | 326  | 318  |

| 1856 | 1861 | 1866 | 1872 | 1876 | 1881 | 1886 | 1891 | 1896 |
| ---- | ---- | ---- | ---- | ---- | ---- | ---- | ---- | ---- |
| 300  | 288  | 295  | 291  | 301  | 260  | 255  | 234  | 232  |

| 1901 | 1906 | 1911 | 1921 | 1926 | 1931 | 1936 | 1946 | 1954 |
| ---- | ---- | ---- | ---- | ---- | ---- | ---- | ---- | ---- |
| 229  | 238  | 255  | 235  | 227  | 234  | 240  | 264  | 255  |

| 1962 | 1968 | 1975 | 1982 | 1990 | 1999 | 2006 | 2008 | 2013 |
| ---- | ---- | ---- | ---- | ---- | ---- | ---- | ---- | ---- |
| 243  | 248  | 296  | 348  | 351  | 337  | 374  | 384  | 426  |

| 2018 | 2022 | - | - | - | - | - | - | - |
| ---- | ---- | - | - | - | - | - | - | - |
| 430  | 456  | - | - | - | - | - | - | - |

### Sports et loisirs

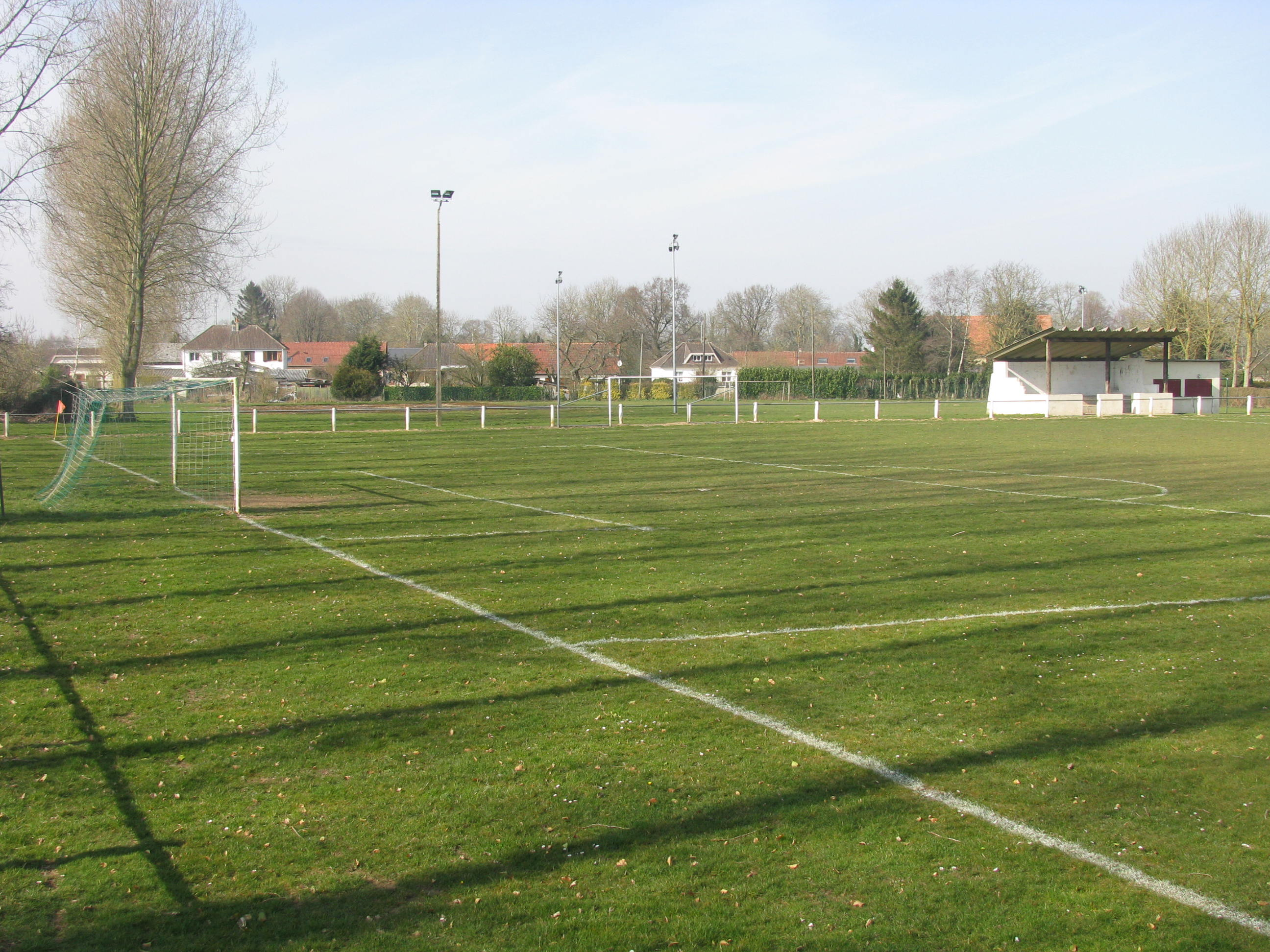
Le terrain de football.

La commune compte un terrain de football.

## Économie
L'activité a toujours été l'agriculture. Situé en Champagne pouilleuse, le village était entouré de forêts de résineux. L'élevage de moutons y était prépondérant. Pour mémoire, citons le propos célèbre de Louis XIV, "Quatre-vingt dix neuf  moutons et un Champenois, cela fait cent moutons!".
Des fertilisants industriels apparurent sur le marché au début du XXe siècle, permettant d'amender les sols. Ce sont les engrais azotés, les phosphates et la potasse. L'agriculture intensive peut ainsi se développer, le défrichage s'accélère. Le remembrement de 1948 permet de former de grandes propriétés d'exploitation agricole. La culture y est céréalière, le blé principalement. La luzerne, cultivée à Chepy, est déshydratée dans l'usine de déshydratation de Francheville. Elle est utilisée pour produire des aliments pour bétail.
Le village a principalement vécu de l'exploitation de la craie, calcaire dur. Pierre gélive, utilisée pour la construction de bâtiments, elle était stockée pendant plusieurs mois dans des hangars en bois, sans parois latérales afin de ventiler pour le séchage de la pierre. La carrière se situait en bordure d'un chemin, entre l'actuelle RN44 et la RD60, nommée rue Saint-Jean dans la commune. Les blocs de craie étaient chargés sur des charrettes, tractées par des chevaux. Les charretiers remontaient la rue Saint-Jean en traversant le village, pour rejoindre le canal latéral à la Marne. Les blocs de craie étaient chargés sur des barges ou des péniches, de type Freycinet. La destination principale était la région parisienne, pour la construction de maisons et d'immeubles à Paris. A mi-chemin, à l'intersection des rues Hubert Boullez Saint-Jean, il y avait une forge et un café. La forge était tenue par Fernand Royer, fils de forgeron installé à Moncetz-Longevas. Le café était tenu par son épouse, Joséphine Royer. Pendant que Monsieur Royer referrait les chevaux, Les charretiers et les ouvriers de la carrière faisaient une pose au café.  Ce café était très fréquenté à l'époque. Il a fermé dans les années 1960, à la fin de l'exploitation de la carrière. La carrière a été reconvertie en décharge publique et communale. Cette décharge a été fermée dans les années 1970.

## Lieux et monuments
- Gentilhommière de la Vaubercerie, célébrée par le poète Paul Fort.
- Mairie en briques rouges, soubassement en pierre de taille, toiture en ardoise.
- Eglise Saint-Jean-Baptiste au centre de la rue Saint-Jean.
- Cimetière situé devant, sur le côté gauche et sur l'arrière de l'église
- Nouveau cimetière.
- pont sur le canal latéral à la Marne.
- Pont sur la Marne.